# Elise Koenigs
Elise Koenigs (* 30. Oktober 1848; † 13. Februar 1932) war eine deutsche Mäzenin und erhielt als erste Frau die Leibniz-Medaille.

## Tätigkeit in der Wissenschaft
Elise Koenigs stammte aus einer angesehenen rheinischen Fabrikantenfamilie. Sie zog nach Berlin, wo es für Frauen im Kaiserreich besonders viele Freiheiten und Möglichkeiten der Weiterbildung gab. Sie nutzte in der Hauptstadt die Chance zu wissenschaftlichem Engagement. Als erste Frau trat sie der Kaiser-Wilhelm-Gesellschaft zur Förderung der Wissenschaften bei.
Als Mäzenin kümmerte sie sich um zahlreiche wissenschaftliche Großprojekte und ermöglichte großzügig deren Finanzierung. So stellte sie beispielsweise für die textkritische Neuausgabe des Neuen Testaments im Kaiserreich rund 200.000 Mark zur Verfügung. 
Es war Adolf von Harnack, der vorschlug, ihr die Goldene Leibniz-Medaille zu verleihen. „Frl. Königs hat sich seit mehr als 16 Jahren als wahre Patronin und Förderin der Wissenschaften bewiesen. Dabei ist ihr Wirken ein so uneigennütziges und selbstloses, daß sie stets im Hintergrund bleibt und von ihren großen Spenden möglichst wenig geredet wissen will“, schrieb Harnack. „Nur wenige Männer können ihr an die Seite gestellt werden.“ 1912 wurde ihr die Medaille überreicht.
Bereits 1890 war ihr der Luisenorden in der zweiten Abteilung verliehen worden.

## Familie
Elise Koenigs Vater war der Kommerzienrat Franz Wilhelm Koenigs (8. Mai 1819–1882), ihre Mutter Wilhelmine geb. Mevissen (1809–1873), die Schwester des Politikers und Unternehmers Gustav Mevissen. Im Oktober 1856 zog die Familie mit sechs Kindern nach Köln. 
Elises Geschwister waren:

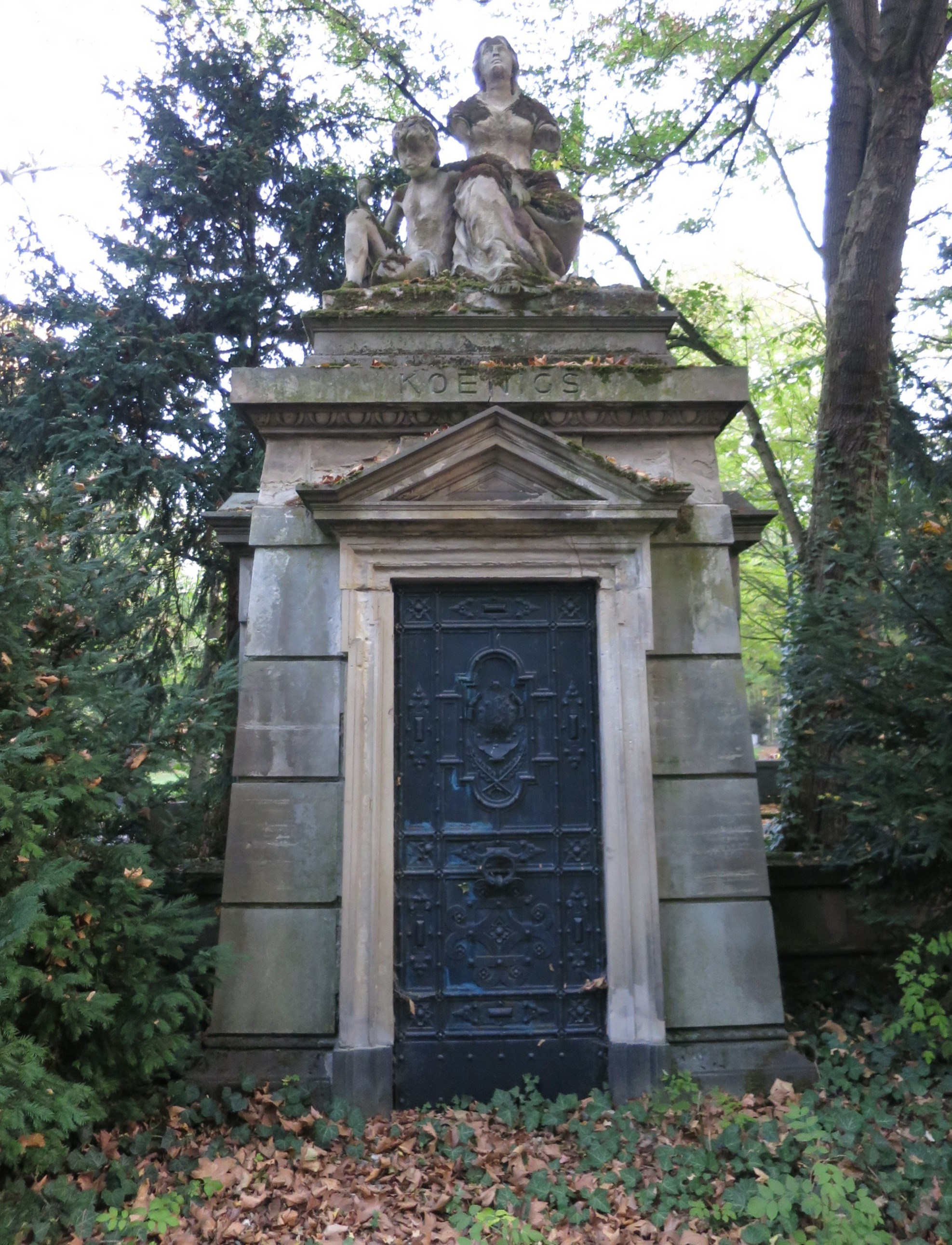
Familiengruft Koenigs

- Ernst Friedrich Wilhelm Koenigs (15. Juni 1843–24. Juli 1904), Bankier
- Gustav Koenigs (11. Januar 1845–1896)
- Felix Koenigs (18. Mai 1846–1900), er begann im Jahre 1866 eine Ausbildung bei dem Bankhaus Delbrück, wo er zum Prokurist und ab 1878 bis 1901 zum Teilhaber aufstieg.
- Wilhelm Koenigs (22. April 1851–1906), er studierte zusammen mit Emil Fischer bei Adolf von  Baeyer in München Chemie.
- Richard Koenigs (28. März 1856–1921)